# Constantin Stichling
Carl Wilhelm Constantin Stichling (* 10. April 1766 in Weimar; † 24. August 1836 ebenda) war großherzoglich-sächsischer Kammerdirektor und Präsident des Kammer-Kollegiums.

## Ausbildung und beruflicher Werdegang
Constantin Stichling ist der Sohn des Kauf- und Handelsherrn Ernst Christoph Stichling. Er sollte zunächst wie sein Vater Kaufmann werden, brach dann aber die schon begonnene Kaufmannslehre ab und studierte in Jena Cameralia.
Nach Abschluss seiner Ausbildung fand er Anstellung bei der Cameral- und Steuerverwaltung in Weimar, zuerst als Sekretär, dann als Assessor, Rath und zuletzt als Direktor und Präsident des Kammer-Kollegiums.
Im Nebenamt wurde er mit der Verwaltung und Sanierung der völlig zerrütteten Finanzen der Universität Jena beauftragt. Er beseitigte die damalige zeitweilige Insolvenz des akademischen Fiskus und sammelte darüber hinaus sogar Rücklagen an, so dass er die Universitäts-Finanzen bei seinem Tode in verhältnismäßig blühendem Zustande hinterließ. Für seine Bemühungen um die Neuordnung der Finanzen der Universität Jena wurde er von den ernestinischen Herzögen mit dem Komturkreuz des gemeinsamen Ernestinischen Hausordens und durch die Universität mit dem Titel eines Ehrendoktors der Rechte geehrt.
Vom Großherzog zu Sachsen-Weimar-Eisenach erhielt er das Ritterkreuz und später auch das Komturkreuz des Hausordens vom Weißen Falken.

## Leben
Constantin Stichling war zunächst mit Julie Wieland, der Tochter Christoph Martin Wielands verheiratet. Aus dieser Ehe gingen drei Kinder hervor.
In zweiter Ehe war er mit Theodore Luise von Herder, der Tochter Johann Gottfried von Herders, verbunden. Aus dieser zweiten Ehe wurden ihm drei weitere Kinder geboren. Eines von ihnen war der spätere Staatsminister Gottfried Theodor Stichling (1814–1891).